# Falero

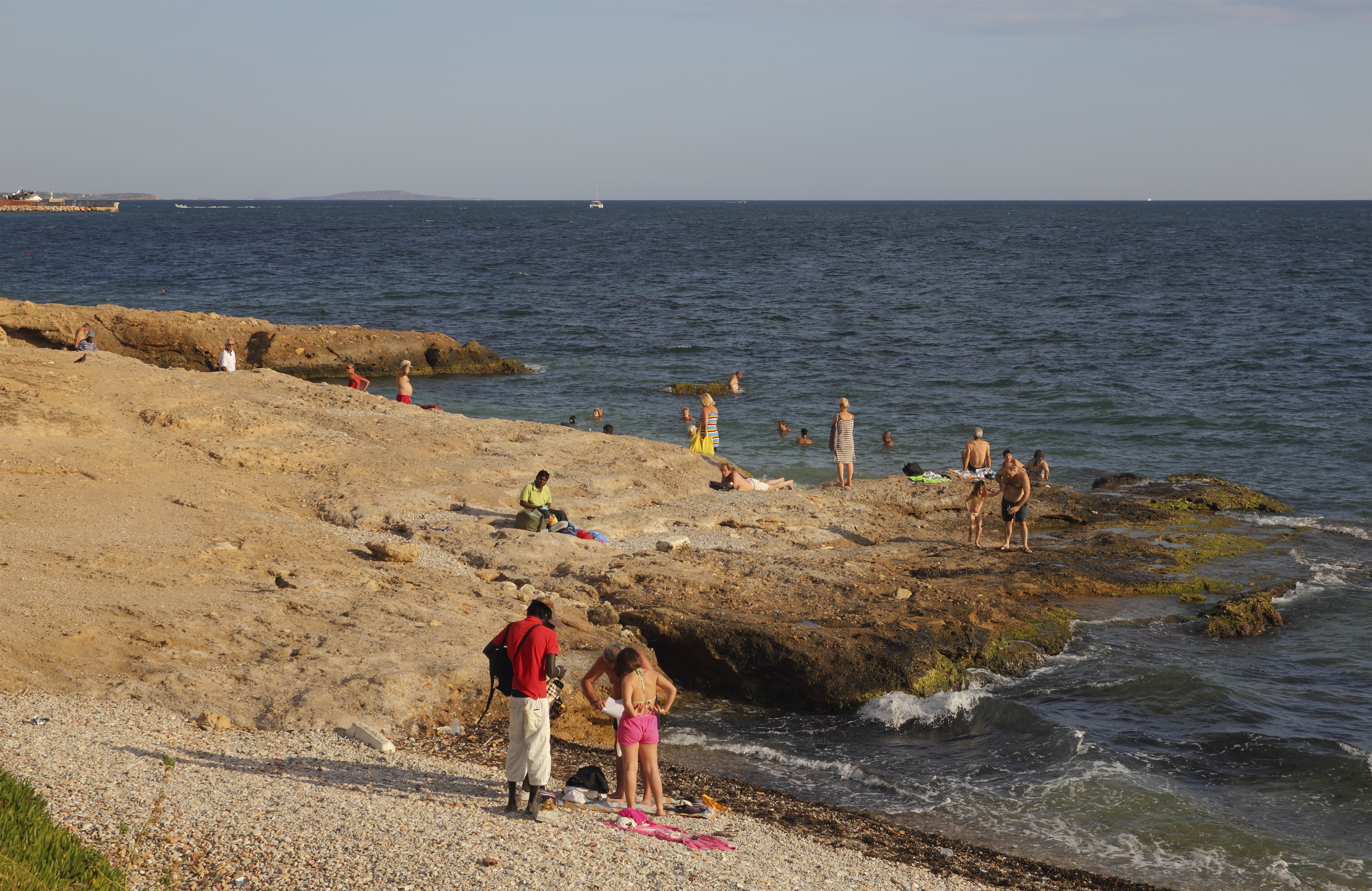
A Baía de Falero, no Golfo Sarónico.

Falero ou Faleros (em grego antigo: Φάληρον, Phálēron; em grego moderno: Φάληρο, Fáliro; latim: Phaleron ou Phalerum) é um porto de Atenas. Até a época em que Temístocles foi arconte de Atenas, este era o único porto da cidade-estado.
Deste porto partiu Teseu para Creta e a frota grega que atacou Troia.
Temístocles mudou o principal porto de Atenas para o Pireu.
Na época do geógrafo Pausânias havia vários templos em Falero: para Ártemis, Deméter, Atena Scira e Zeus, além de altares para o deus desconhecido, heróis, os filhos de Teseu e Falero (arqueiro) e Androgeu, filho de Minos.